# Agapanthia transcaspica
Agapanthia transcaspica är en skalbaggsart som beskrevs av Maurice Pic 1900. Agapanthia transcaspica ingår i släktet Agapanthia och familjen långhorningar.
Artens utbredningsområde är Iran. Inga underarter finns listade i Catalogue of Life.